# Formatie van Veldhoven
De Formatie van Veldhoven of Veldhoven Formatie (sic, afkorting: VE) is een geologische formatie in de Nederlandse ondergrond. De formatie bestaat uit een opeenvolging van mariene kleien en zanden uit het Oligoceen.

## Lithologie
De facies waarin de Formatie van Veldhoven is gevormd is ondiep zeewater (water minder diep dan 200 meter) of strand. De formatie bestaat uit een afwisseling van glauconiet- en micahoudende fijne zanden en micahoudende kleien. Soms komen schelpenbanken voor.
De formatie heeft een ouderdom uit het Chattien (28,4 - 23,0 miljoen jaar geleden).

## Stratigrafie
De Formatie van Veldhoven wordt ingedeeld bij de Midden-Noordzee Groep en is genoemd naar Veldhoven, waar de typelocatie zich bevindt (in een boring). Zelf wordt de formatie onderverdeeld in de laagpakketten van Someren (glauconiethoudend fijn zand), Wintelre (siltige groene klei) en Voort (groen kleiig zand met plaatselijk fossielen van mollusken en otolieten).
De Formatie van Veldhoven ligt meestal boven op de iets oudere (Vroeg-Oligocene) zanden en kleien van de Formatie van Rupel. Boven op de Formatie van Veldhoven liggen de mariene zanden van de Formatie van Breda (Vroeg-Mioceen), die te onderscheiden zijn vanwege hun donkerdere kleur. 